# Kawasaki-Formel
Die Kawasaki-Formel ist in der Medizin eine einfache Möglichkeit, um die innerhalb von 24 Stunden ausgeschiedene Menge an Natrium- und Kaliumionen aus deren Konzentration in einer einzigen Urinprobe abzuschätzen. Durch die Hochrechnung der Konzentration mit der Kawasaki-Formel ist es daher nicht notwendig, über 24 Stunden hinweg den gesamten Urin zu sammeln (Sammelurin) und in diesem die Ionenkonzentration zu bestimmen. Die berechnete tägliche Ausscheidung von Natrium- und Kaliumionen entspricht bei einer gesunden Person der täglichen Aufnahme. Daher kann beispielsweise die Aufnahme von Kochsalz in der täglichen Ernährung durch die Kawasaki-Formel abgeschätzt werden.